# Gabinet starożytności

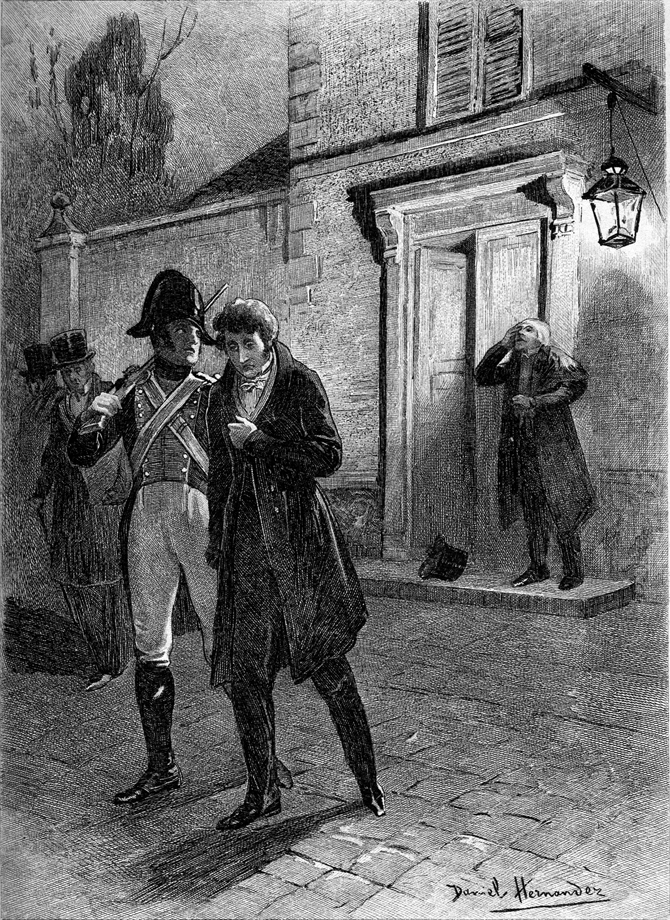

Gabinet starożytności (oryg. fr.Le Cabinet des Antiques) – powieść Honoriusza Balzaka z 1838, stanowiąca część Scen z życia prowincji cyklu Komedia ludzka.

## Treść
Narratorem utworu jest dziennikarz Emil Blondet (pojawia się jako bohater drugoplanowy także w Straconych złudzeniach), opisujący wydarzenia, których był świadkiem. Jako młody człowiek, odwiedzając na prowincji swojego ojca-prefekta, był zafascynowany arystokratką Armandą d'Escrignon, opiekującą się swoim bratankiem Wiktorynem. Osierocony przez matkę, ten młody człowiek wychowywany był przez ojca i ciotkę jako przyszła nadzieja rodu i rozpieszczany. W miarę dorastania uczy się kłamać i manipulować ludźmi, by móc zacząć życie wyższych sfer. Wyjeżdża do Paryża, gdzie szybko przepuszcza odziedziczoną fortunę, zaś od kłopotów z prawem ratuje go jedynie opieka zaprzyjaźnionego z rodziną notariusza Chesnela.
Wobec pogarszającej się sytuacji finansowej młodzieńca nie mogą mu pomóc nawet przyjaźń z dandysami de Marsayem i Rastignakiem oraz romans z księżną de Mafrigneuse. By uzyskać sumę potrzebną do spłaty długów, Wiktoryn popełnia fałszerstwo. Przed więzieniem ratuje go jedynie pomoc starego Chesnela.

## Cechy utworu
Utwór stanowi opis środowiska starej szlachty francuskiej, zrujnowanej przez rewolucję francuską i zapomnianą w czasie Restauracji Burbonów. Rodzina d'Escrignon i jej przyjaciele stanowią niejako kontynuację postaci kawalera de Valois z powieści Stara panna (w zamyśle Balzaka obydwie powieści miały stanowić wspólną całość poświęconą sytuacji społecznej szlachty francuskiej). Dzieło wyraźnie również daje do zrozumienia rychły upadek szlachty jako warstwy społecznej, a iluzoryczny triumf Wiktoryna, skontrastowany z sukcesami odnoszonymi przez Blondeta i innych przedstawicieli rosnącej w siłę burżuazji, tylko pozornie zaprzecza tej tezie. Już sam tytuł utworu (gabinet starożytności jest metaforycznym określeniem salonu Armandy d'Escrignon, przyjmującej jedynie przedstawicieli przedrewolucyjnych rodó arystokratycznych) podkreśla zakończenie się misji historycznej szlachty i poważne zmiany w strukturze społecznej Francji.